# Smittoidea amplissima
Smittoidea amplissima är en mossdjursart som beskrevs av Hayward 1979. Smittoidea amplissima ingår i släktet Smittoidea och familjen Smittinidae. Inga underarter finns listade i Catalogue of Life.